# باز بيترسون
باز بيترسون (بالإنجليزية: Buzz Peterson)‏ هو مدرب كرة سلة أمريكي، ولد في 17 مايو 1963 في آشفيل في الولايات المتحدة.

## روابط خارجية
- باز بيترسون على موقع سبورتس رفرنس (الإنجليزية)
- باز بيترسون على موقع كلية كرة السلة في سبورتس رفرنس.كوم (الإنجليزية)
- باز بيترسون على موقع ريلجم (الإنجليزية)
- باز بيترسون على موقع كلية كرة السلة في سبورتس رفرنس.كوم (الإنجليزية)